# Црвени дујкер
Црвени дујкер (лат. Cephalophus rufilatus) је врста дујкера. 

## Угроженост
Ова врста је наведена као последња брига, јер има широко распрострањење и честа је врста.

## Распрострањење
Ареал црвеног дујкера обухвата већи број држава. Живи у Гамбији, Сенегалу, Уганди, Судану, Малију, Нигеру, Нигерији, Камеруну, ДР Конгу, Бенину, Буркини Фасо, Централноафричкој Републици, Чаду, Обали Слоноваче, Гани, Гвинеји, Гвинеји Бисао, Сијера Леонеу и Тогу.

## Станиште
Станишта врсте су шуме и саване. 